# How It's Made
How It's Made (tạm dịch: Nó được làm như thế nào; Comment c'est fait trong tiếng Quebec) là một bộ phim tài liệu truyền hình dài tập của Canada được công chiếu lần đầu vào ngày 6 tháng 1 năm 2001, trên kênh Discovery Channel ở Canada và Science Channel ở Hoa Kỳ. Chương trình được sản xuất tại tỉnh Quebec của Canada bởi Productions MAJ, Inc. và Productions MAJ 2.

## Định dạng
Chương trình này là một bộ phim tài liệu cho thấy cách sản xuất các mặt hàng thông thường (như quần áo, phụ kiện, thực phẩm, sản phẩm công nghiệp, nhạc cụ và đồ dùng thể thao). Các quá trình khôi phục hiện trạng cho các vật phẩm cũ cũng có ở một số tập.
How It's Made đã được ghi hình mà không có phụ đề giải thích để đơn giản hóa việc ghi quá nhiều ở nhiều ngôn ngữ khác nhau. Ví dụ: Chương trình tránh hiển thị người dẫn lời hoặc người dẫn trên màn hình (sau phần 1 ở phiên bản Canada), hạn chế việc để nhân viên của các công ty được chọn ghi hình nói chuyện trước camera và giữ cho sự tương tác của con người với quy trình sản xuất ở mức tối thiểu nhất.
Một người dẫn lời ngoài màn hình sẽ giải thích quá trình sản xuất của các vật phẩm, thường bằng cách chơi chữ hài hước. Mỗi tập có ba hoặc bốn sản phẩm được chia theo các phân đoạn, với mỗi sản phẩm có thời lượng khoảng năm phút; nhưng sẽ có ngoại lệ cho các vật phẩm phức tạp hơn. Các kịch bản gần như giống hệt nhau giữa các phiên bản khu vực của chương trình. Tuy nhiên, sự khác biệt chính trong phiên bản Hoa Kỳ là các đơn vị đo lường được đưa ra theo đơn vị thông thường của Hoa Kỳ thay vì đơn vị hệ mét. Một thời điểm trước đây ở Hoa Kỳ, một bản chuyển đổi có phụ đề được hiển thị trên màn hình so với bản tường thuật gốc.
Phân đoạn "Historical Capsule", có sẵn cho đến Mùa 5, giới thiệu thông tin cơ sở lịch sử cho sản phẩm nổi bật cuối cùng trong mỗi tập, cho biết sản phẩm có nguồn gốc như thế nào và ở đâu cũng như những gì mọi người đã sử dụng trước khi vật phẩm đó được sản xuất. Một loạt các bản vẽ một dòng được tô màu được hiển thị trong một khoảng thời gian ngắn sau khi hoàn thành phân đoạn này. Phân đoạn "Techno flash", nơi người dẫn lời giới thiệu ngắn gọn một số điểm mới từ sự phát triển của các ngành hoặc khoa học, chỉ có trong Mùa 1 và 2.
Vào tháng 4 năm 2007, tất cả các tập phát ở Hoa Kỳ (trên Discovery Channel và Science) đều có phần mở đầu riêng lẻ được thay thế bằng phần mở đầu mới được sử dụng cho mỗi tập. Tương tự như hầu hết các chương trình Discovery Channel khác, phần danh đề hiện chạy trong phân đoạn cuối cùng, với trang web của chương trình để yêu cầu hoặc phản hồi ở cuối phần.
Phần thứ chín, bắt đầu phát sóng trên Science vào tháng 9 năm 2007, có đồ họa mở đầu mới và nhạc nền của phân đoạn, và Zac Fine thay thế Brooks T. Moore trong vai người dẫn lời. Tuy nhiên, từ mùa thứ 11 trở đi, công chiếu vào tháng 9 năm 2008, chương trình đã đưa Moore trở lại làm người dẫn lời và sử dụng trình tự tiêu đề và nhạc nền để phù hợp với phiên bản Canada.
Vào tháng 6 năm 2008, Science Channel đã bổ sung How It's Made: Remix, bao gồm các phân đoạn trước đó được sắp xếp thành các phần chủ đề như "Thực phẩm", "Đồ thể thao", v.v. Vào năm 2013, hãng đã bổ sung thêm How It's Made: Dream Cars, tập trung hoàn toàn vào những chiếc xe hiệu suất cao và kỳ lạ. Phiên bản này sau đó đã được hiển thị trên kênh Velocity (bây giờ là MotorTrend).

## Người dẫn
Chương trình có những người dẫn lời khác nhau cho các vùng khu vực, quốc gia khác nhau.
Trong phiên bản Canada, nó có sự góp mặt của Mark Tewksbury (Mùa 1, 2001) với tư cách là người dẫn chương trình. Lynn Herzeg (Mùa 2–4, 2002–2004), June Wallack (Phần 5, 2005) và Lynne Adams (Mùa 6 trở đi, 2006 – nay) là người dẫn lời.
Trong phiên bản Hoa Kỳ, Brooks Moore và Zac Fine (Mùa 9–10, 2007–2008) là người dẫn lời.
Ở Vương quốc Anh, phần còn lại của Châu Âu, và trong một số nơi ở Đông Nam Á, lời dẫn được đọc bởi Tony Hirst.

## Đoạn mở đầu và âm thanh
Đoạn mở đầu ban đầu có các hình dạng phẳng, nhiều màu sắc, cùng với một số đối tượng khác nhau nhấp nháy trong một hình lục giác lớn. Trong đoạn mở đầu, trong lúc "thả" bản nhạc nền chủ đề, hình lục giác nhấp nháy được xen kẽ với các chữ cái đánh vần "HOW I MAD", có vẻ như là một trò đùa, diễn giải tên chương trình "HOW IT'S MADE".
Đoạn mở đầu sau đó đã được thay đổi trong Mùa 8. Nó được thay thế bằng môi trường kết xuất 3D của một nhà máy có các bồn chứa áp suất cao với van và đồng hồ áp suất, đầu hàn và máy ép piston. Nhà máy CGI này được bao bọc bởi các tấm hình vuông màu đen trông rất hiện đại, với ánh sáng xanh xuyên qua các khoảng trống giữa các tấm. Trong đoạn mở đầu, máy quay quay cảnh một chiếc xe nâng chất đầy những cuộn dây kim loại. Dây điện tự cuốn vào một chiếc máy, máy này sẽ gấp lại thành một lò xo. Sau đó, lò xo rơi vào giữa các hàm của một chiếc kìm, làm mở van của một bình có áp suất cao. Với một làn hơi trắng từ van, máy ảnh đi theo một ống dẫn đến một khẩu súng hàn, ống này bắn lên và hàn một đầu ép vào một cánh tay piston. Cuối cùng, chúng ta nhìn thấy một khu vực lớn với các đai mang các tấm kim loại, và các máy ép pít-tông đâm vào chúng. Pít-tông gần máy ảnh nhất mà chúng ta vừa thấy được hàn lại, cháy lên và khắc nổi dòng chữ "How It's Made" lên một tấm kim loại bên dưới. Kể từ Phần 29, chất lượng của đoạn mở đầu này được cải thiện.
Mùa 1-8 ở phiên bản Hoa Kỳ có đồ họa mở đầu khác với phần của Canada. Nó có tính năng máy móc tải nhẹ hơn trong môi trường thiết kế. Âm thanh máy móc được nghe thấy trong quá trình mở, cùng với dòng chữ trong bản thiết kế "TRIM", được cắt bởi một bánh răng, "COMPRESS" được nén bằng cách nhấn, "LIFT" được nâng lên bằng một vít nút chai và "HEAT APPLIED", được đốt cháy bởi nhiều đầu máy cắt plasma. Phần 9 và 10 có đồ họa mở đầu mới, trong đó có một số sản phẩm từ các phần trước, chẳng hạn như bánh snack và chân tay giả. Kể từ Mùa 11, nó có cùng chủ đề đồ họa mở đầu như của Mùa 8 trở đi trong phiên bản Canada.
Bản nhạc chủ đề được tạo ra bởi Dazmo Musique, một studio có trụ sở tại Montreal. Nó được sáng tác bởi một trong những nhà soạn nhạc của studio, Rudy Toussaint. Hồ sơ SoundCloud của Toussaint nói rằng bản nhạc này là tác phẩm nổi tiếng nhất mà anh ấy từng tạo ra. Trong Mùa 1, nhạc chủ đề mở đầu khác nhau, nhưng kể từ Mùa 2, nó gần giống với bản nhạc kết thúc. Toussaint cũng sản xuất một số bản nhạc ngắn cho các mục đích khác nhau, chẳng hạn như để tách các phân đoạn.

## Nhận xét
Common Sense Media đã đánh giá chương trình truyền hình này 4/5 sao, viết rằng "Những đứa trẻ và người lớn tò mò sẽ xem và học hỏi từ chương trình và một số phân đoạn trong đó thực sự có thể mở rộng góc nhìn của bạn" ("Curious kids and adults will learn from the show, and some segments can really broaden your perspective"). Về sự thành công của chương trình bất chấp tính chất công thức của nó, Rita Mullin, tổng giám đốc của Science Channel, cho biết "Tôi nghĩ rằng một trong những điểm hấp dẫn tuyệt vời của chương trình với tư cách là bản thân người xem là sự thay đổi rất ít trong những năm qua" ("I think what is one of the great appeals of the show as a viewer myself is how little has changed over the years"). Tờ Wall Street Journal coi đây là "bản hit lặng lẽ nhất trên TV".

## Giải thưởng
| Năm  | Giải thưởng             | Loại giải                                    | Được đề cử cho | Kết quả   | Tham khảo |
| ---- | ----------------------- | -------------------------------------------- | -------------- | --------- | --------- |
| 2014 | Giải thưởng nghệ sĩ trẻ | Giải thưởng Quan hệ xã hội của Viện tri thức | How It's Made  | Đoạt giải | [ 6 ]     |

## Nhại lại
Series này bị nhại lại trong phần 2 tập 8 của Rick và Morty, có tựa đề "Interdimensional Cable 2: Tempting Fate", trong một phân đoạn cho biết cách "Plumbus" được làm ra. Nó cũng bị nhại lại bởi một số người dùng YouTube như Captain Disillusion, Huggbees và Jixaw.